# Eccellenza (calcio)

Vecchio logo eccellenza del 2023

L'Eccellenza è la quinta divisione del campionato italiano di calcio. È il secondo campionato non professionale per importanza, il maggiore a livello regionale, ed è organizzato dai Comitati Regionali della Lega Nazionale Dilettanti.

## Caratteristiche
Istituito a partire dalla stagione 1991-1992, rappresenta il campionato di livello più elevato su base regionale e vi partecipano squadre dilettantistiche. Proprio per questa base regionale, le caratteristiche dei vari campionati non sono omogenee in tutta Italia, ma possono cambiare in alcuni dettagli, come il numero di squadre partecipanti ed il numero di retrocesse. Nel corso delle stagioni il numero dei gironi è aumentato da 26 a 29, mentre il numero delle squadre partecipanti è cambiato ogni anno con un minimo di 422 fino a un massimo di 539. Vi sono regioni con un solo girone, altre con due, mentre solamente la Lombardia ne ha tre. La Valle d'Aosta non ha, invece, alcun girone, infatti le squadre valdostane sono sempre state accorpate ai gironi piemontesi, non avendo essa un numero di squadre sufficiente a costituire un proprio comitato regionale.
In base alle disposizioni dei rispettivi comitati regionali le squadre sono obbligate o meno ad utilizzare in ogni gara un calciatore under-19 ed un under-18.
In Alto Adige il campionato assume anche il nome tedesco di Oberliga, ovvero "lega superiore". Nella parte orientale del Friuli-Venezia Giulia, per la comunità slovena, prende il nome Elitna liga.

### Promozione
Ogni anno vi sono 36 promozioni in Serie D così distribuite:
- 28: per le vincitrici dei gironi (nelle edizioni 2021-22 e 2022-23 le squadre direttamente qualificate sono una in meno dei gironi perché le vincitrici dei due gironi pugliesi si sono incontrate per uno spareggio, con la vincente promossa in Serie D e la perdente ammessa ai play-off nazionali)
- 7: per le vincitrici dei play-off nazionali
- 1: per la vincitrice della Coppa Italia Dilettanti (o la migliore classificata in Coppa Italia Dilettanti tra quelle non già promosse in Serie D dai gironi o dai play-off)

#### Play-off nazionali
Gli spareggi delle seconde classificate dei gironi di Eccellenza sono stati istituiti a partire dalla stagione 1993-94, quando però erano previste soltanto tre promozioni complessive al C.N.D. 
A partire dalla stagione successiva, la 1994-95, i posti a disposizione per la categoria superiore sono diventati definitivamente sette.
La Lega Nazionale Dilettanti effettua gli accoppiamenti tramite sorteggio integrale per area, ovvero 10 squadre del Nord, 10 del Centro, 8 del Sud: per ottenere ciò, inserisce le due squadre dell'Emilia-Romagna (geograficamente del Nord) nell'urna del Centro (con Toscana, Umbria, Marche, Lazio, Abruzzo e Sardegna). Le 28 società sono abbinate in 14 accoppiamenti per il primo turno con gare di andata e ritorno, definendo per sorteggio chi gioca la prima partita in casa.
Le 14 squadre qualificate si affrontano poi nel secondo turno, sempre con gare di andata e ritorno, giocandosi la promozione in Serie D: in questo caso il sorteggio ha già abbinato gli accoppiamenti nel turno precedente (in tale fase una società del Nord ne incontra una del Centro). Per quel che concerne l'ordine di svolgimento delle gare del secondo turno, è stabilito che disputa la prima gara in trasferta la squadra che, nel precedente turno, ha disputato la prima gara in casa e viceversa. Nel caso in cui entrambe le squadre interessate abbiano, invece, disputato la prima gara del precedente turno in casa o in trasferta, l'ordine di svolgimento è determinato da apposito sorteggio effettuato dalla Lega.
In caso di parità nelle doppie sfide vige la regola dei gol fuori casa, in caso di ulteriore parità si va ai tempi supplementari e, all'occorrenza, ai tiri di rigore.

#### Promozioni dai play-off nazionali
Una reale comparazione tra i vari gironi può essere effettuata tramite il conteggio delle promozioni dagli spareggi nazionali, istituiti nella stagione 1993-1994. La Lombardia ad esempio è la regione che ha visto il maggior numero di squadre festeggiare la promozione ma è anche quella col maggior numero di squadre partecipanti. Il campionato pugliese è quello con la media promozione più alta mentre dalla Basilicata nessuna squadra è riuscita a ottenere la promozione.
| Regione                           | Promozioni/Squadre partecipanti | Percentuale | Vittorie Coppa Italia Dilettanti | Promozione tramite Coppa Italia Dilettanti |
| --------------------------------- | ------------------------------- | ----------- | -------------------------------- | ------------------------------------------ |
| Eccellenza Lombardia              | 31/90                           | 34,44%      | 5                                | 2                                          |
| Eccellenza Campania               | 22/60                           | 36,66%      | 2                                | 3                                          |
| Eccellenza Lazio                  | 18/60                           | 30,00%      | 2                                | 2                                          |
| Eccellenza Puglia                 | 17/30                           | 56,66%      | 5                                | 3                                          |
| Eccellenza Toscana                | 17/60                           | 28,33%      | 3                                | 2                                          |
| Eccellenza Veneto                 | 16/60                           | 26,66%      | 1                                | 2                                          |
| Eccellenza Sicilia                | 13/60                           | 21,66%      | 2                                | 3                                          |
| Eccellenza Piemonte-Valle d'Aosta | 12/60                           | 20,00%      | 1                                | 1                                          |
| Eccellenza Marche                 | 11/30                           | 36,66%      | 2                                | 1                                          |
| Eccellenza Emilia-Romagna         | 11/60                           | 18,33%      | 1                                | 1                                          |
| Eccellenza Abruzzo                | 7/30                            | 23,33%      | 0                                | 0                                          |
| Eccellenza Sardegna               | 7/30                            | 23,33%      | 0                                | 2                                          |
| Eccellenza Calabria               | 6/30                            | 20,00%      | 1                                | 0                                          |
| Eccellenza Friuli-Venezia Giulia  | 6/30                            | 20,00%      | 0                                | 0                                          |
| Eccellenza Liguria                | 6/30                            | 20,00%      | 1                                | 1                                          |
| Eccellenza Umbria                 | 5/30                            | 16,66%      | 2                                | 1                                          |
| Eccellenza Molise                 | 2/30                            | 6,66%       | 1                                | 1                                          |
| Eccellenza Trentino-Alto Adige    | 1/30                            | 3,33%       | 1                                | 1                                          |
| Eccellenza Basilicata             | 0/30                            | 0,00%       | 0                                | 0                                          |

Dati aggiornati al termine della stagione 2024-2025.

#### Play-off regionali
Quando furono istituiti, nella stagione 1993-94, gli spareggi nazionali erano riservati alle seconde classificate di ogni girone di Eccellenza. Col tempo, per vivacizzare la parte alta delle classifiche, la maggior parte dei Comitati Regionali ha adottato i play-off regionali per designare la squadra che accederà a quelli nazionali.
Tali playoff regionali coinvolgono un numero diverso di squadre, solitamente 4, a seconda dei Comitati Regionali. Spesso si usa anche il criterio del punteggio massimo di distacco (9 punti, nella maggior parte dei casi, ossia un distacco non in doppia cifra), quando il distacco in classifica è maggiore la sfida play-off non viene disputata e la squadra meglio classificata accede alla fase successiva.

#### Promozione attraverso la Coppa Italia Dilettanti
A partire dalla stagione 1993-94 anche la Coppa Italia Dilettanti fornisce un posto-promozione per la Serie D, allora chiamata Campionato Nazionale Dilettanti. Tale posto va:
- alla vincitrice,
- alla finalista sconfitta, se la vincitrice ha già vinto il proprio campionato,
- alla vincitrice dello spareggio fra le semifinaliste sconfitte, se le 2 finaliste hanno vinto il proprio campionato,
- alla perdente dello spareggio fra le semifinaliste sconfitte, se le altre 3 semifinaliste hanno vinto il proprio campionato.

Per ottenere la promozione in Serie D la società interessata non doveva militare in Promozione e non deve essere retrocessa al termine del campionato. A partire dalla stagione 2007-08 le squadre di Promozione non possono più partecipare alla Fase Nazionale della Coppa Italia Dilettanti, risolvendo il problema alla radice: se una di loro vince la Fase Regionale, a quella Nazionale accede la società di Eccellenza sconfitta in finale.
Se tutte le 4 semifinaliste nazionali sono già promosse tramite campionato, allora il posto-promozione non viene assegnato come è capitato nella stagione 1996-97.

### Retrocessione
Diversi i meccanismi per le retrocessioni: solitamente retrocedono le ultime tre di ogni girone con modalità che variano ma che nella maggior parte delle regioni hanno visto l'introduzione dei play-out, con la discesa diretta del fanalino di coda e la sfida fra le successive quattro squadre peggio piazzate, purché i distacchi non siano a doppia cifra. Le squadre retrocesse disputeranno l'annata seguente in Promozione.
Il numero delle squadre retrocesse può aumentare in caso di un alto numero di compagini della stessa regione retrocesse dalla Serie D.
Per esempio, nel girone unico dell'Eccellenza FVG, le retrocessioni solitamente sono 3:
- se dalla Serie D retrocedono due, una o nessuna squadra friulana, le retrocessioni dall'Eccellenza rimangono tre
- se dalla Serie D scendono tre squadre, dall'Eccellenza FVG retrocedono quattro compagini
- in caso di quattro retrocessioni dalla D, dall'Eccellenza scendono cinque club.

Ad inizio stagione, i vari comitati regionali diramano il "meccanismo promozioni-retrocessioni" per i campionati sotto la loro gestione.

## Campionati d'Eccellenza
Il numero di partecipanti può variare nel corso degli anni. Il seguente elenco è aggiornato alla stagione 2024-2025, in cui sono state iscritte 474 squadre suddivise in 28 gironi.
- Eccellenza Abruzzo (1 girone da 18 squadre)
- Eccellenza Basilicata (1 girone da 16 squadre)
- Eccellenza Calabria (1 girone da 16 squadre)
- Eccellenza Campania (2 gironi da 18 squadre)
- Eccellenza Emilia-Romagna (2 gironi da 18 squadre)
- Eccellenza Friuli-Venezia Giulia (1 girone da 18 squadre)
- Eccellenza Lazio (2 gironi da 18 squadre)
- Eccellenza Liguria (1 girone da 16 squadre)
- Eccellenza Lombardia (3 gironi da 18 squadre)
- Eccellenza Marche (1 girone da 16 squadre)
- Eccellenza Molise (1 girone da 16 squadre)
- Eccellenza Piemonte-Valle d'Aosta (2 gironi da 16 squadre)
- Eccellenza Puglia (1 girone da 20 squadre)
- Eccellenza Sardegna (1 girone da 16 squadre)
- Eccellenza Sicilia (2 gironi da 16 squadre)
- Eccellenza Toscana (2 gironi da 16 squadre)
- Eccellenza Trentino-Alto Adige (1 girone da 16 squadre)
- Eccellenza Umbria (1 girone da 16 squadre)
- Eccellenza Veneto (2 gironi da 16 squadre)

## Record
Numero di vittorie consecutive: 26 ottenute dal Sora nell'Eccellenza Lazio 2022-2023
Maggior numero di campionati vinti: Campobasso 5 (1992-1993, 1996-1997, 2004-2005, 2013-2014, 2022-2023), Isernia 5 (1997-1998, 2010-2011, 2014-2015, 2017-2018, 2023-2024), e Termoli 5 (in Abruzzo 1991-1992, in Molise 1999-2000, 2001-2002, 2011-2012, 2021-2022).
Dalla loro istituzione (Eccellenza 1993-1994), i play-off nazionali hanno garantito l'accesso in Serie D a più di 150 squadre: tra queste, solo 8 hanno vinto i play-off per più di una volta: 
- Anzio (2009-2010, 2015-2016)
- Brindisi (1999-2000, 2004-2005, 2018-2019)
- Budoni (2016-2017, 2022-2023)
- Castelfidardo (2013-2014, 2023-2024)
- Castrovillari (2005-2006,  2015-2016, 2017-2018)
- Ebolitana (2000-2001, 2009-2010)
- Guanzatese (1997-1998, 2000-2001)
- Kras (2009-2010, 2013-2014)
- Terranuova Traiana (2021-2022, 2023-2024)
- Tritium (2004-2005, 2018-2019)

## Ufficiali di gara
In tutte le gare di Eccellenza, il competente organo tecnico dell'A.I.A. (Associazione Italiana Arbitri), oltre all'arbitro, designa anche i due assistenti (comunemente noti come guardalinee), formando la terna arbitrale.
Nella finale della Coppa Italia Dilettanti non è rara la designazione anche del quarto uomo.